# La Mojarra

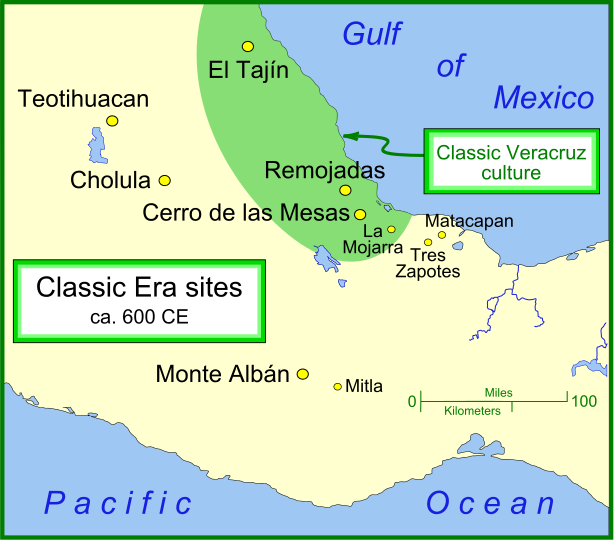
La Mojarra et autres sites de la période classique.

La Mojarra est un site archéologique dans l'État de Veracruz, sur la côte du golfe du Mexique, au débouché de la rivière Acula. Il a été constamment occupé depuis la fin de la période préclassique (env. 300 av. J.-C.) jusqu'à, sans doute, l'an mil.  
N'étant pas un grand site, La Mojarra a été peu fouillé. Il couvre environ 1 km2 et est composé de petits monticules et d'une place de taille modeste. Trois kilns (fours) ont été exhumés, qui produisaient la poterie orange utilisée localement.
La Mojarra a cependant livré deux importants artefacts de la culture épi-olmèque : la stèle n° 1 de La Mojarra et la statuette de Tuxtla. Les deux objets sont gravés de glyphes en écriture épi-olmèque et portent des dates très anciennes exprimées en compte long.